# International WorkStar

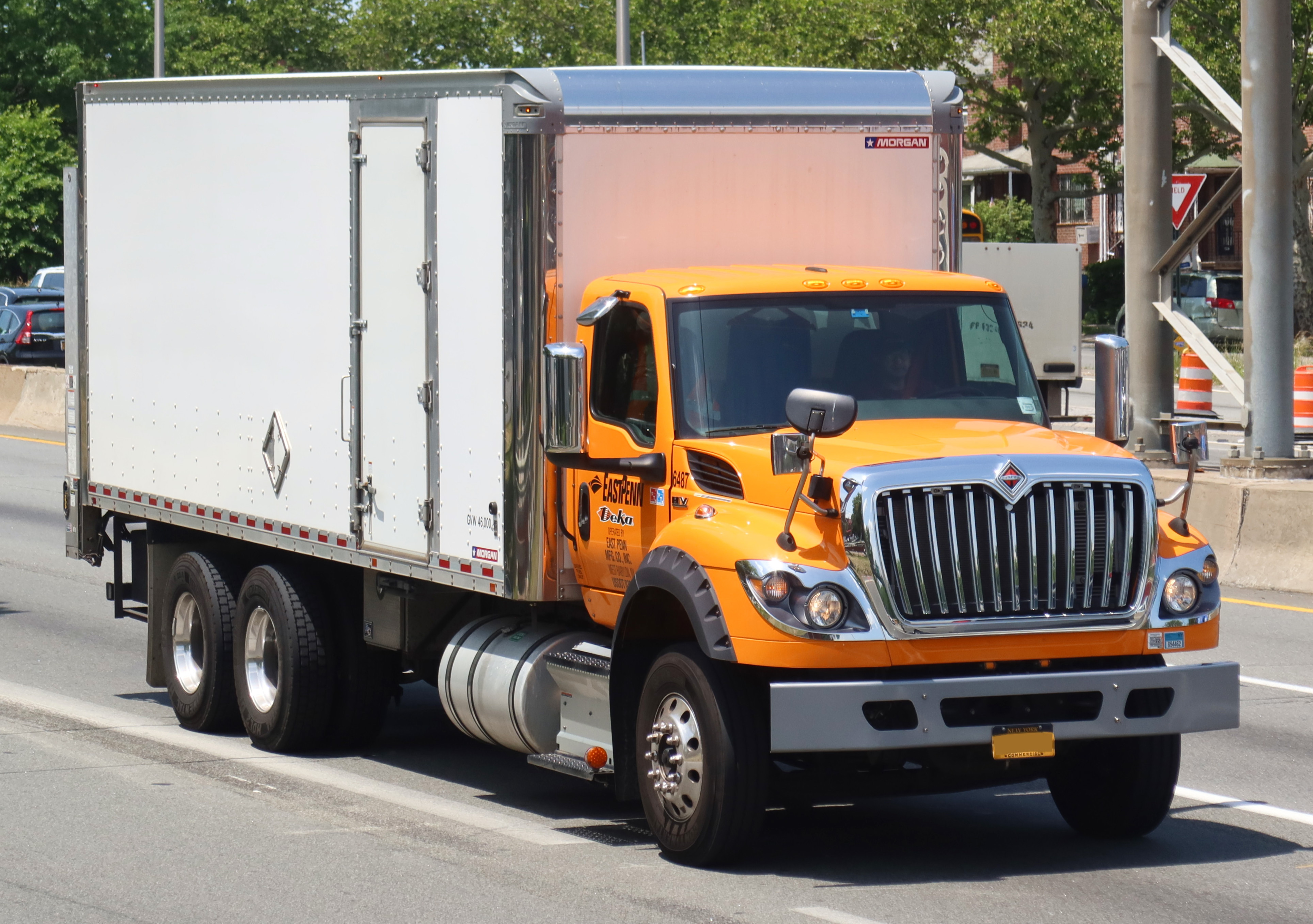
International HV613 (з 2018)

International WorkStar — лінійка важких вантажівок, вироблених Navistar, Inc. WorkStar є наступником вантажівок серій 7400 і 7600, вироблених International. Починаючи з 2008 року назву «тисяча серій» було скасовано на користь WorkStar). Ця зміна знайшла відображення у фізичній конструкції вантажівки у вигляді нового капота та решітки радіатора, а також збільшених параметрів двигуна MaxxForce.